# Rozalin (Lipie)
Rozalin ist eine Ortschaft mit einem Schulzenamt der Landgemeinde Lipie im Powiat Kłobucki der Woiwodschaft Schlesien in Polen.

## Geschichte
Nach der zweiten Teilung Polens von 1793 bis 1807 gehörte das Dorf zu Südpreußen. 1807 kam es ins Herzogtum Warschau und 1815 ins neu entstandene russisch beherrschte Kongresspolen.
Der Ortsname ist vom Personennamen Rozalia mit dem besitzanzeigenden Suffix -in abgeleitet. Nach der örtlichen Überlieferung teilte der Gutsbesitzer namens Linde sein Besitztum zwischen seinen Kindern: Stanisław erhielt Stanisławów, Julian Julianów, Albert Albertów, Rozalia Rozalin und Natalia Natolin.
Im Jahr 1827 gab es 16 Häuser mit 54 Einwohnern.
In der ersten Hälfte des 19. Jahrhunderts lebten in Lindów, Natolin und Rozalin deutsche Protestanten. In Natolin befand sich im Jahr 1849 ein Holzbethaus und ein Kantorat, aber eine evangelisch-augsburgische Filialgemeinde von Wieluń wurde 1854 in Panki gegründet. Als die Filialgemeinde Panki aufgelöst wurde, wurden ihre Mitglieder von der Gemeinde in Tschenstochau übernommen.
Nach dem Ende des Ersten Weltkriegs kam Rozalin zu Polen und gehörte zu der Gemeinde Lipie im Powiat Częstochowski in der Woiwodschaft Kielce (1919–1939). 1921 deklarierten sich alle 147 Bewohner als polnischer Nationalität, außer 112 Römisch-Katholiken gab es 35 Lutheraner. Unterbrochen wurde dies nur durch die Besetzung Polens durch die Wehrmacht im Zweiten Weltkrieg. Es gehörte dann zum Landkreis Blachstädt im Regierungsbezirk Kattowitz in der Provinz Schlesien (seit 1941 Provinz Oberschlesien). Lindów, Natolin und Rozalin waren die einzigen Ortschaften im Landkreis Blachstädt, wo 1941 alle Polen zwangsweise ausgesiedelt wurden, um Volksdeutsche anzusiedeln. In Rozalin wurden damals 9 Familien bzw. 43 Personen ausgesiedelt und ins Deutsche Reich als Zwangsarbeiter verschleppt.
1950 kam es an die Woiwodschaft Katowice. Von 1975 bis 1998 gehörte Rozalin zur Woiwodschaft Częstochowa.